# Boomteelt

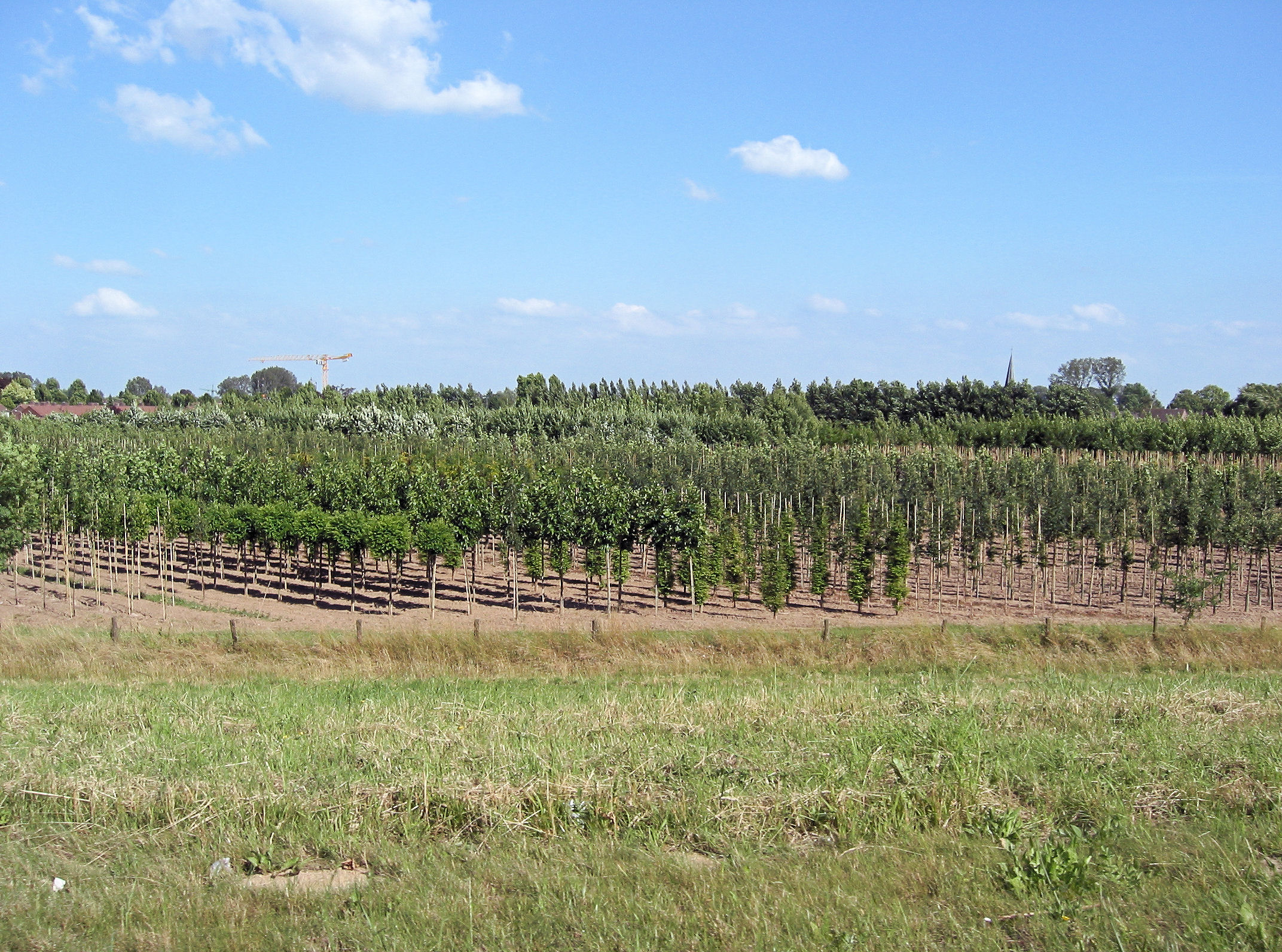
Boomteelt bij Kesteren

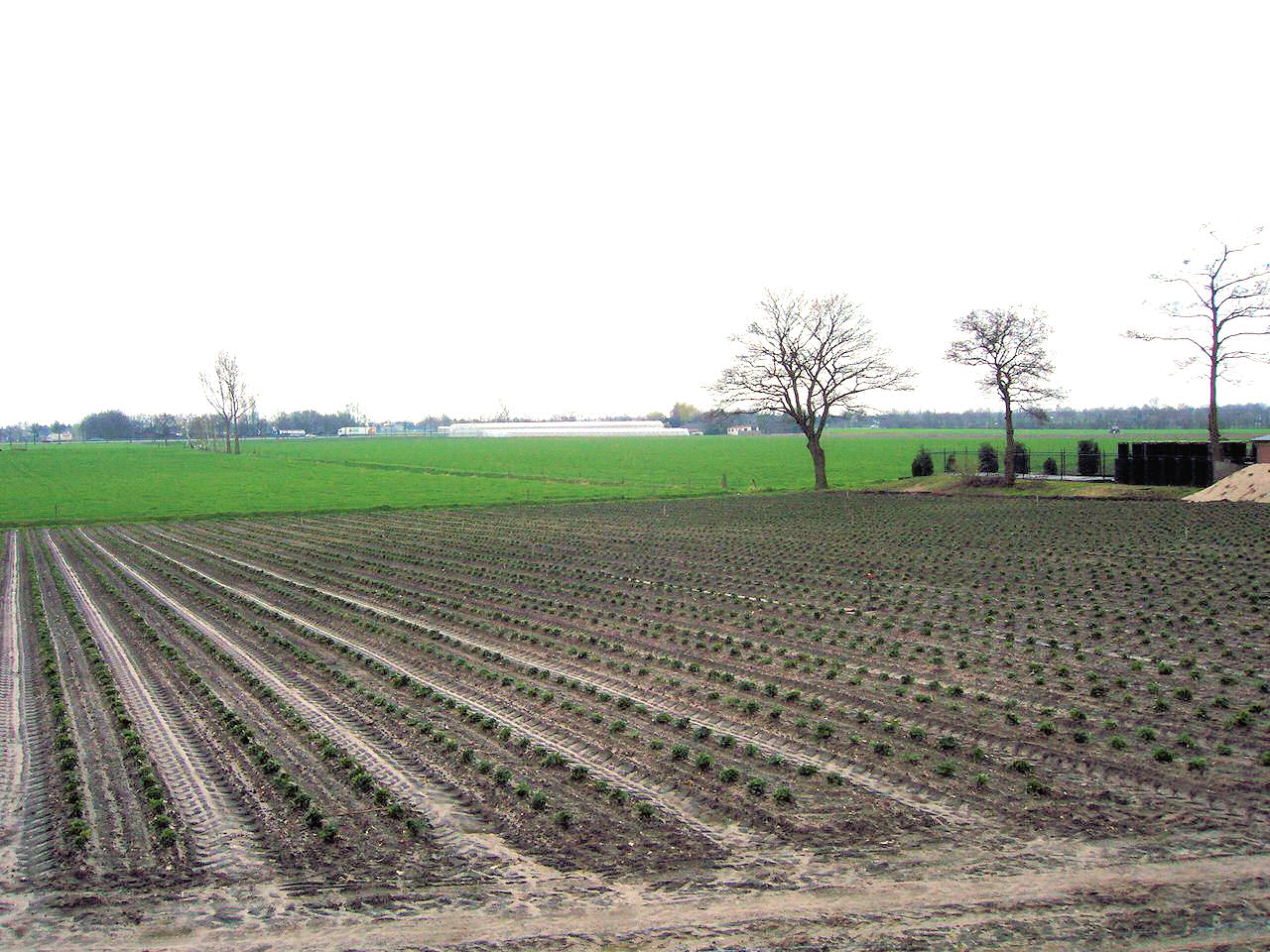
Boomteelt bij Hoeven

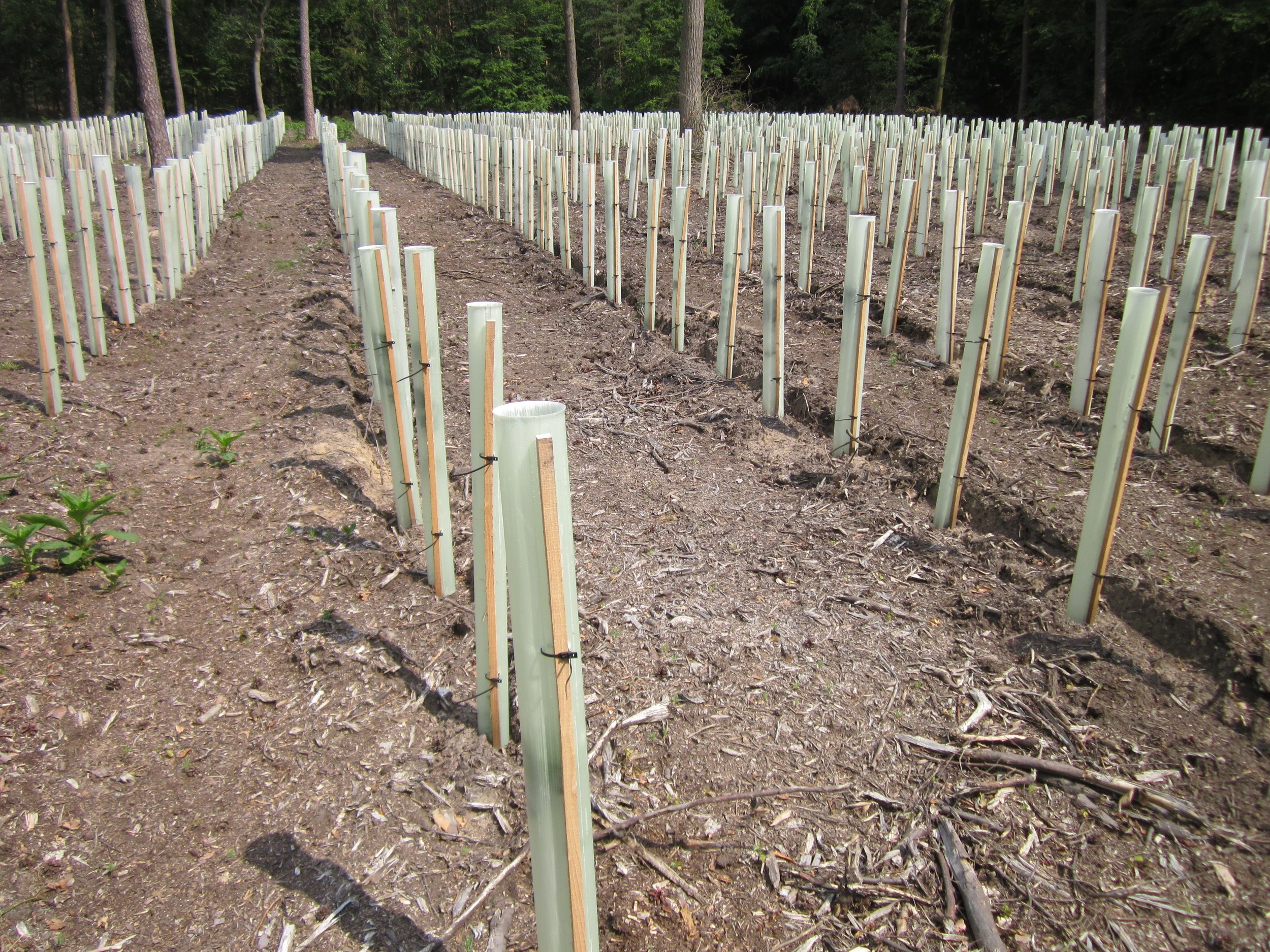
Boomkwekerij (Baumschule) in Duitsland

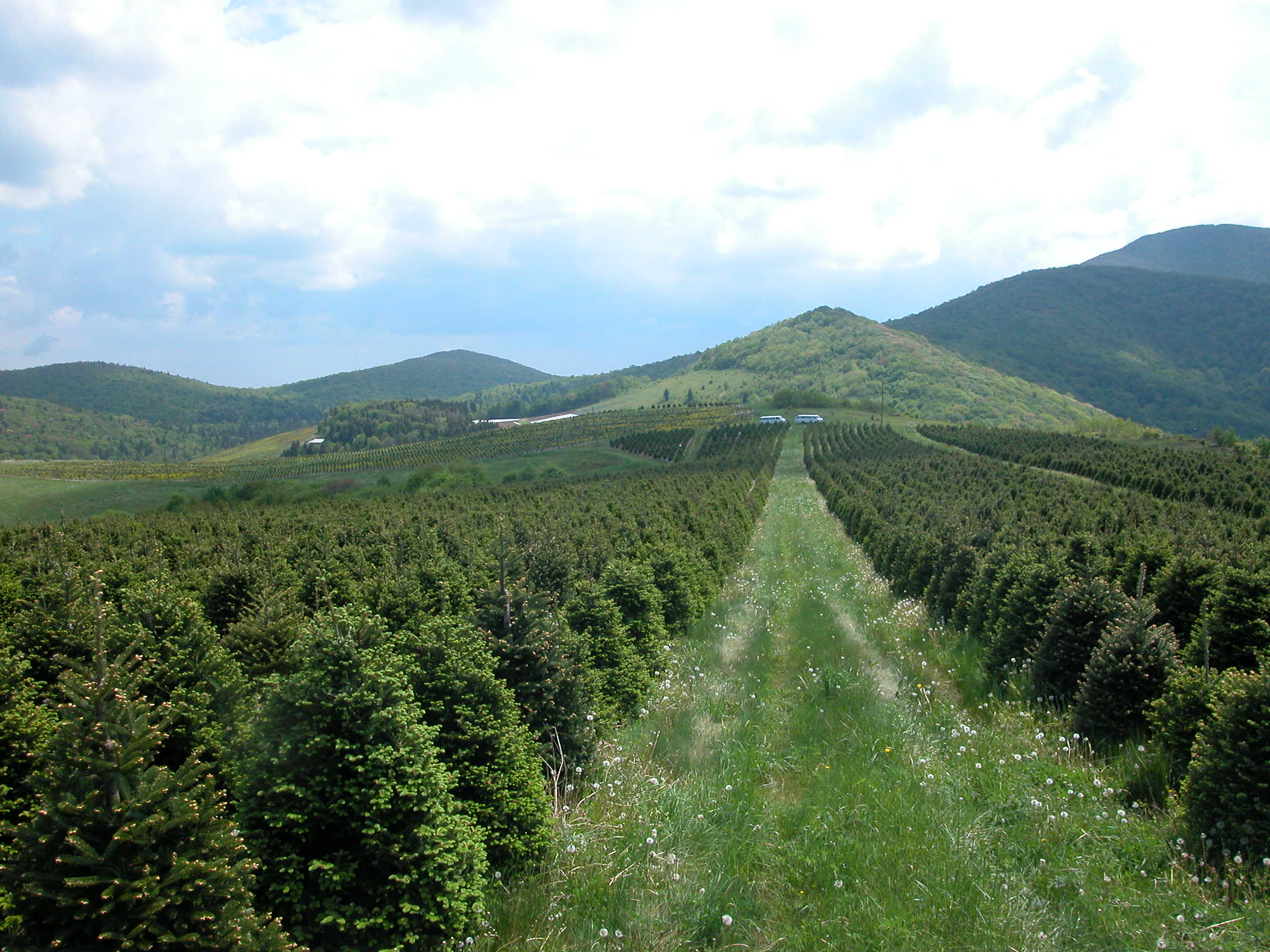
Kerstbomen in de V.S.

Boomteelt is de tak van tuinbouw die zich bezighoudt met het telen van houtige gewassen en planten voor tuinen en groenvoorzieningen. De telers, of boomkwekers telen een grote verscheidenheid aan gewassen. 

## Gewasgroepen
Verschillende groepen van gewassen worden in de boomteelt gekweekt, zoals:
- Laanbomen. In Gelderland (regio Opheusden), Midden-Brabant (rond Uden) en in de voorkempen zijn er diverse kwekers die alleen laanbomen telen.
- Bosplantsoen. Met deze gewasgroep bedoelt men de inheemse gewassen, struiken als meidoorn, hazelaar, esdoorn, kornoelje of kardinaalsmuts die aangeplant worden in bossen, groensingels en houtwallen. Rondom Zundert en in Belgisch Limburg zitten veel kwekers van bosplantsoen.
- Sierheesters. Sierstruiken zijn gewassen als bijvoorbeeld magnolia's, struikspirea of clematis. Ze worden in tuinen geplant. In Boskoop zitten veel gespecialiseerde kwekers van sierheesters.
- Vruchtbomen. In de Flevopolder, Limburg en zuidwest Nederland zitten veel boomkwekers die zich gespecialiseerd hebben in de teelt van fruitbomen. Ook in Wetteren en vooral in Haspengouw bevinden zich veel fruitboomtelers.
- Vaste planten. Hoewel vaste planten geen bomen zijn, wordt de teelt van deze gewassen toch tot de boomteelt gerekend.
- Rozen en rozenonderstammen. In het noorden van Limburg, in Wetteren en omgeving en tussen Mechelen en Heist-op-den-Berg zitten kwekers die zich gespecialiseerd hebben in rozen. Rozenonderstammen worden onder meer in Oost-Groningen geteeld.

## Vermeerdering
Naast de specialisatie in gewasgroepen, specialiseren telers zich ook naargelang de vermeerdering van gewassen. Sommige gewassen kun je zaaien, zoals laanbomen, rozenonderstammen of bosplantsoen. Andere gewassen moet je stekken, enten of oculeren. Er zijn gespecialiseerde vermeerderingsbedrijven die alleen maar stek maken, of die vruchtbomen enten of oculeren. Ze verkopen ze dan als plantgoed aan andere handelskwekerijen.

## Handel
Boomtelers verkopen niet al hun gewassen op de veiling, zoals vele ander takken van tuinbouw wel doen. Sommige gewassen gaan naar de veiling. Het merendeel wordt verkocht via onderlinge contacten. Een deel wordt verkocht aan handelskwekerijen om verder geteeld te worden. Handelskwekerijen leveren producten aan de groothandel, tuincentra en hoveniers. Maar kleine boomkwekers verkopen ook wel aan particulieren, aan hoveniers of hebben soms zelf een hoveniersbedrijf.

## Teelt

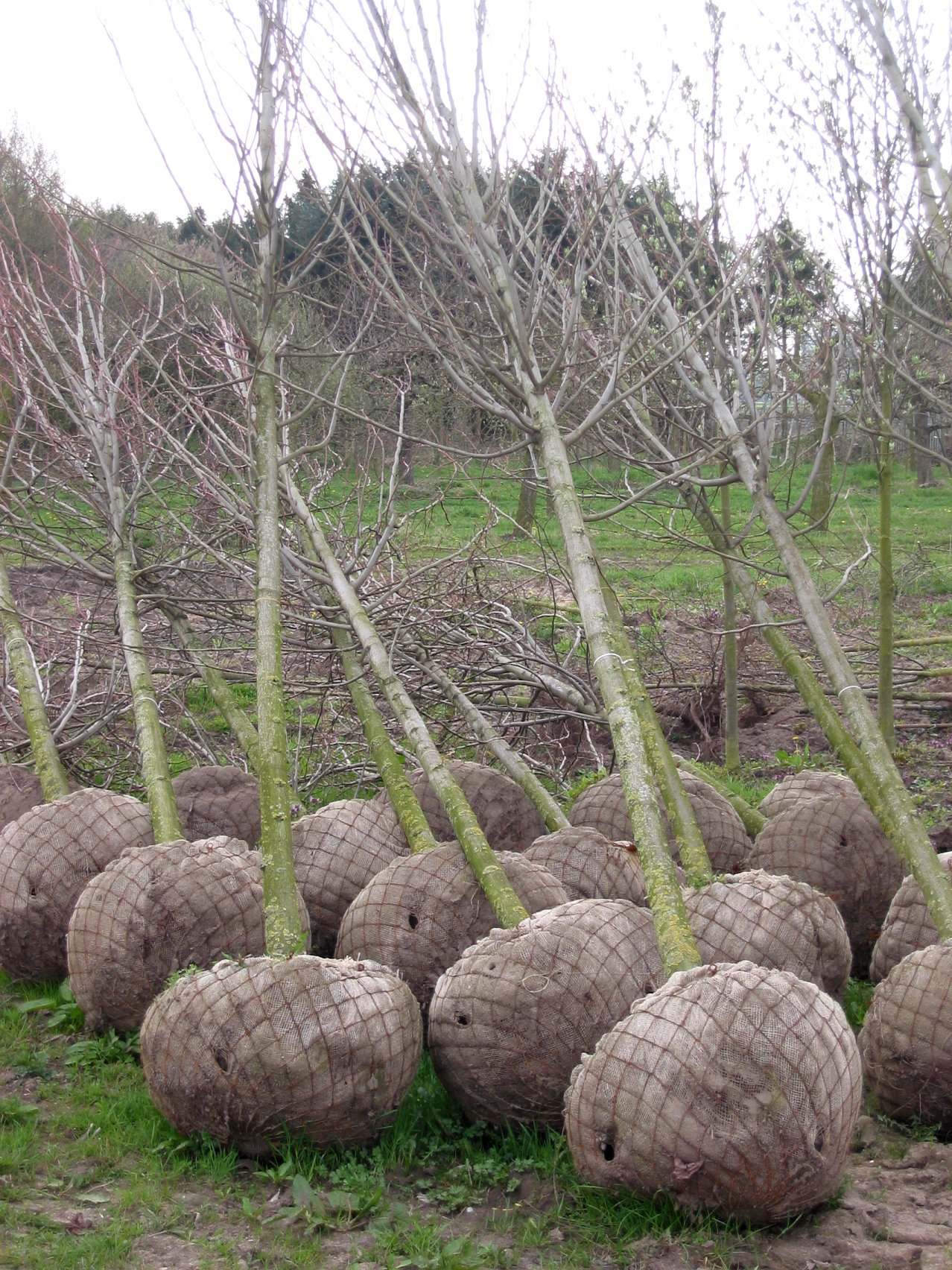
Laanbomen met kluit voor aflevering

De teeltwijzen in de boomkwekerij zijn ook divers. Er zijn kwekers die alles onder glas in kassen telen. Ze telen hun gewassen in potten, in vakjargon noemt men dat 'containerteelt'. Dit zijn kwekers die soms alleen aan de veiling leveren.
Het merendeel van de teelt vindt in de open lucht plaats. Tegenwoordig gebeurt dat meestal in potten (containerteelt). Bosplantsoen en laanbomen worden om praktische redenen vooral in de volle grond geteeld. Biologische boomtelers telen om andere redenen vaak in de volle grond. 
Voor overwintering van jonge planten gebruiken boomkwekers plastic kassen, de zogenaamde 'tunnelkassen'.